# Гріндень
Гріндень, Гріндені (рум. Grindeni) — село у повіті Муреш в Румунії. Входить до складу комуни Кецань.
Село розташоване на відстані 281 км на північний захід від Бухареста, 43 км на захід від Тиргу-Муреша, 43 км на південний схід від Клуж-Напоки.

## Населення
За даними перепису населення 2002 року у селі проживали 597 осіб.
Національний склад населення села:
| Національність | Кількість осіб | Відсоток |
| -------------- | -------------- | -------- |
| румуни         | 338            | 56,6%    |
| угорці         | 239            | 40,0%    |
| цигани         | 20             | 3,4%     |

Рідною мовою назвали:
| Мова      | Кількість осіб | Відсоток |
| --------- | -------------- | -------- |
| румунська | 361            | 60,5%    |
| угорська  | 236            | 39,5%    |